# さらば‥夏
「さらば‥夏」（さらば･･なつ）は、1983年8月12日にリリースされた田原俊彦の15作目のシングル。

## 背景
1983年末の『第34回NHK紅白歌合戦』に4年連続4回目の出場し、同曲を歌唱した。

## 記録
1983年『第14回日本歌謡大賞』大賞受賞曲。
作曲者が外国人であるため『第25回日本レコード大賞』には、13枚目のシングル「ピエロ」でエントリーし、金賞を受賞している。

## 収録曲
| #         | タイトル          | 作詞      | 作曲                        | 編曲       | 時間 |
| --------- | ----------------- | --------- | --------------------------- | ---------- | ---- |
| 1.        | 「さらば‥夏」     | 岩谷時子  | Paul Anka & Bobby Goldsboro | 飛澤宏元   | 3:39 |
| 2.        | 「100億年の恋人」 | 宮下智    | 網倉一也                    | 馬飼野康二 | 4:20 |
| 合計時間: | 合計時間:         | 合計時間: | 合計時間:                   | 合計時間:  | 7:59 |